# Bergamácia brasileira
Bergamácia brasileira é uma raça de ovelha desenvolvida na região nordeste do Brasil.

## História
A Bergamácia brasileira tem como origem a ovelha Bergamácia da Itália. Em território brasileiro, os animais se adaptaram e adquiriram algumas características próprias que as diferenciam dos seus ancestrais, como a resistência ao calor do semi-árido nordestino.

## Características
A raça é de tripla aptidão para lã, carne e leite. São animais muito rústicos e adaptáveis ao clima do centro-oeste e nordeste, mas exigem alimentação de qualidade. Possuem grande altura e são pesados, com machos adultos pesando de 100 a 120 quilos e fêmeas adultas pesando de 70 a 80 quilos.
É uma das poucas raças de ovelhas com excelente aptidão para leite, podendo produzir por lactação até 250 quilos de leite com 6% de gordura.
São ovelhas muito prolíficas sendo muito comum o nascimento de gêmeos.

## Distribuição do plantel
A grande maioria dos animais estão concentrados no nordeste brasileiro.